# Meibomia diversifolia
Meibomia diversifolia là một loài thực vật có hoa trong họ Đậu. Loài này được (Poir.) Kuntze mô tả khoa học đầu tiên năm 1891.